# Taenioides mordax
A Taenioides mordax a csontos halak (Osteichthyes) főosztályának a sugarasúszójú halak (Actinopterygii) osztályába, ezen belül a sügéralakúak (Perciformes) rendjébe, a gébfélék (Gobiidae) családjába és az Amblyopinae alcsaládjába tartozó faj.

## Előfordulása
A Taenioides mordax a Csendes-óceán nyugati részén, Ausztrália közelében található meg.

## Megjelenése
Ennek a keveset tanulmányozott halnak 28 csigolyája van.

## Életmódja
Trópusi, mélytengeri gébféle.